# Васильевка (Шаранский район)
Васильевка (баш. Васильевка) — село в Шаранском районе Республики Башкортостан Российской Федерации. Входит в состав Писаревского сельсовета.

## География

### Географическое положение
Находится в северной части района. Расстояние до:
- районного центра (Шаран): 35 км,
- центра сельсовета (Писарево): 10 км,
- ближайшей ж/д станции (Туймазы): 65 км.

## История
В 1896 году в деревне Васильевского товарищества Никольской волости VI стана Белебеевского уезда Уфимской губернии — 78 дворов, 498 жителей (265 мужчин, 233 женщины), хлебозапасный магазин. По переписи 1897 года здесь было 548 жителей (291 мужчина и 257 женщин), из них 525 православных.
В 1920 году по официальным данным в деревне Шаранской волости Белебеевского уезда 97 дворов и 560 жителей (297 мужчин, 263 женщины), по данным подворного подсчёта — 430 чувашей и 140 русских в 101 хозяйстве.
В 1926 году деревня относилась к Шаранской волости Белебеевского кантона Башкирской АССР.
Обозначено на карте 1982 года как село с населением около 110 человек.
В 1989 году население — 52 человека (21 мужчина, 31 женщина).
В 2002 году — 21 человек (8 мужчин, 13 женщин), чуваши (86 %).
В 2010 году — 11 человек (6 мужчин, 5 женщин).

## Население
| 2002 | 2009 | 2010 |
| ---- | ---- | ---- |
| 21   | ↘14  | ↘11  |

## Инфраструктура
Село электрифицировано и газифицировано, есть водопровод. Единственная улица — с грунтовым покрытием, многие дома заброшены.
Имеются два памятника архитектуры — дом Шадрина и дом Фёдорова, которые также разрушаются.